# Chiesa di San Bernardo (Provaglio d'Iseo)
La chiesa di San Bernardo è un luogo di culto cattolico di Provaglio d’Iseo, in provincia di Brescia, sito nella contrada Zurane. La consacrazione è a San Bernardo, fondatore nel XII secolo dell’Ordine Cistercense.

## Storia

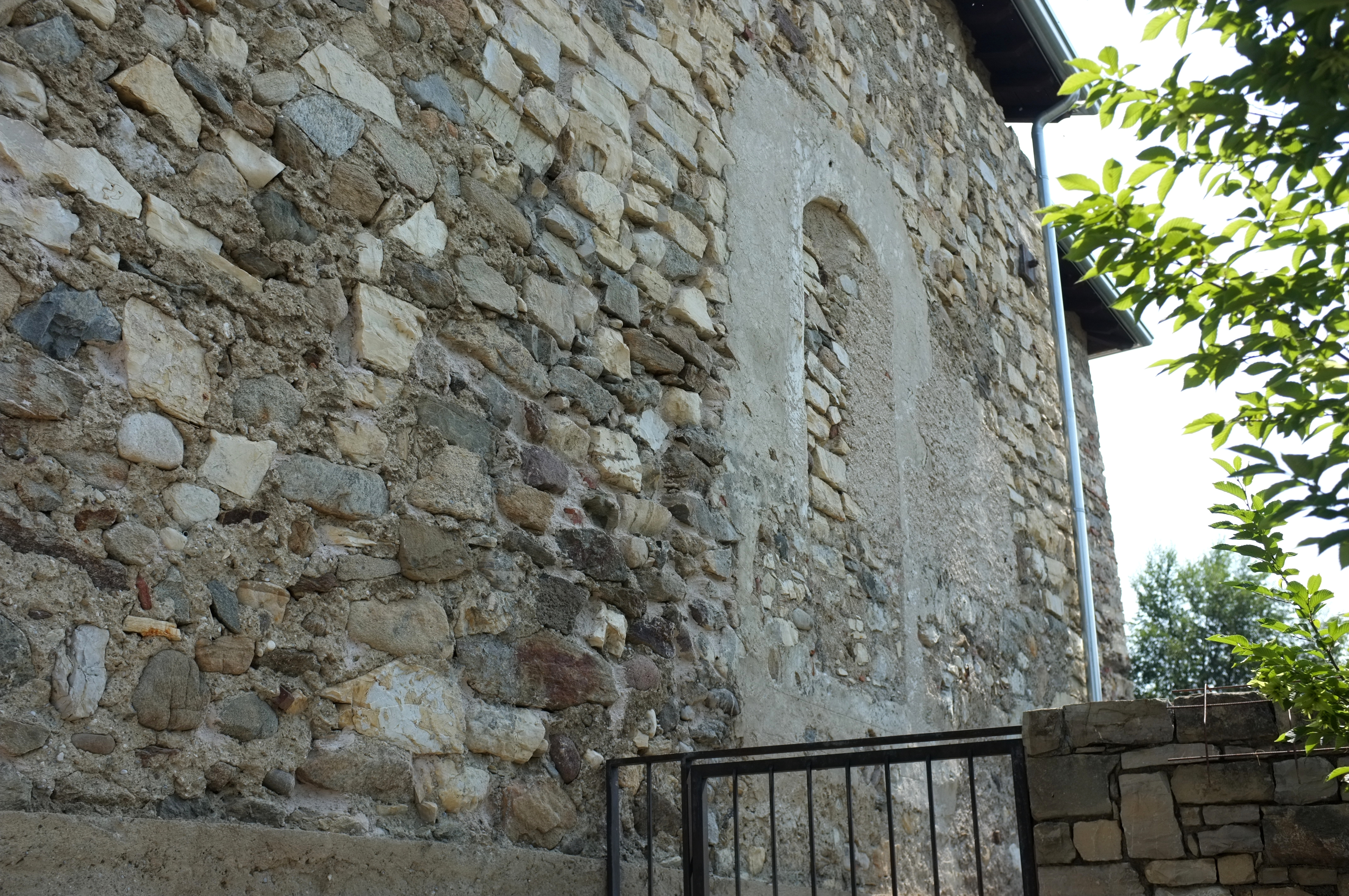
Resti murari.

La costruzione della chiesa di San Bernardo cominciò verso la metà del XV secolo e terminò agli inizi del XVI secolo. Nonostante ciò, nel 1496 risultano già officiate delle S. Messe. La chiesa fu eretta dove si ipotizza fosse ubicato un elemento fortificato, probabilmente una torre con funzione di difesa e avvistamento del XIV secolo. I resti dei muri di tale struttura tardo medievale tracciano una base quadrangolare di discreto spessore murario in corrispondenza della parete antistante l’attuale abside, risultando ancora oggi visibili esternamente lungo la parete del lato meridionale dell’edificio. Si presume che la torre facesse parte di un sistema fortificato e di controllo dell’antica arteria Brescia-Iseo, comprendente il castello del Pian delle Viti, ubicato sul vicino monte Cognolo, e le due contrade “Guarda” e la località “Castelletto”, sempre nelle vicinanze, i cui nomi derivano da strutture di difesa e avvistamento. La torre, come il castello, fu smantellata verso la fine del XV secolo a causa delle nuove condizioni politiche imposte dal dominio della Repubblica di Venezia. I resti murari furono dunque sfruttati per costruire la chiesa affinché essa svolgesse un ruolo ausiliario per la celebrazione delle S. Messe per gli abitanti dell’antico nucleo abitativo di Zurane, poiché la chiesa parrocchiale dell’epoca, il monastero di San Pietro in Lamosa, era ubicata in un’area distante del paese. La chiesa era ufficiata da due Cappellani del clero secolare salariati dal Comune, con offerte dei contradaioli (nel 1599 si annota che essi pagarono con un salario di 40 scudi il sacerdote per celebrare ogni giorno le funzioni religiose) e con il reddito dei legati Scolari Gio Battista, Reccagni Maria di Civerna, Stefano Scolari, Scolari Gio Battista q. Girolamo, Scolari don Bortolo.

## Descrizione

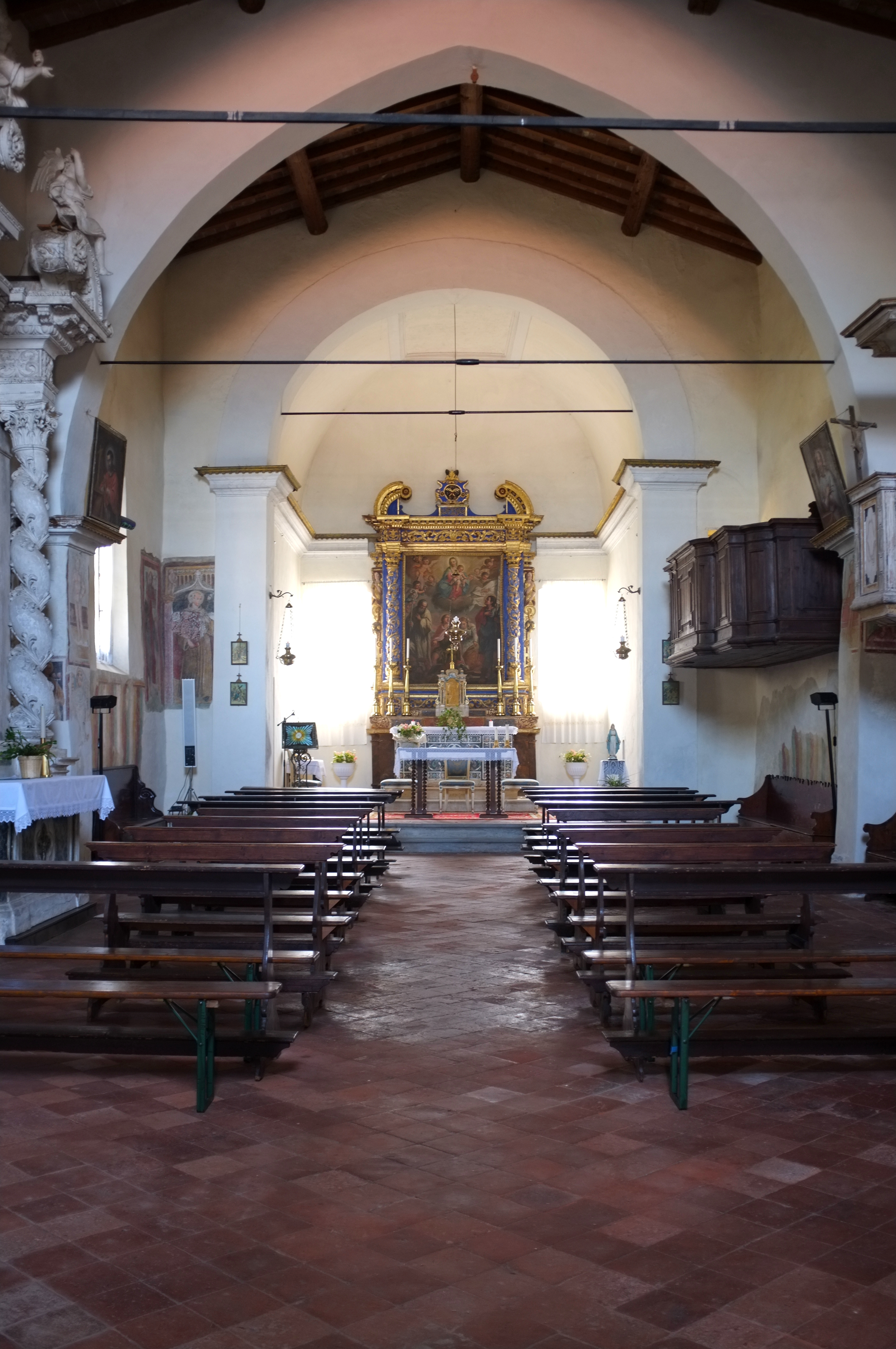
Interno della chiesa.

L’edificio presenta la struttura tipica delle chiese rurali del XV secolo. Ha una navata unica scandita da archi trasversali a sesto acuto, posanti su piedritti sporgenti verso l’interno a sostegno delle travature lignee primarie e secondarie della copertura. La facciata ha un profilo a campana e una finestra centrale, la cui forma tonda originaria fu modificata nel XVII secolo in una rettangolare arcuata. L’abside ha una pianta quadrangolare dal XVII secolo, quando venne variata la forma circolare d'origine. Il soffitto è costituito da travi lignee e tavelle in cotto.

### XVI secolo
Nel corso del XVI secolo la chiesa fu soggetta a operazioni di conservazione, rassetto, decorazione e arredamento. Nel 1567, durante una visita pastorale, il vescovo Bollani impose che l’edificio venisse ripulito, le pareti imbiancate, il tetto completato con le tavelle, le finestre dotate di una ferrata, la porta adattata e mantenuta chiusa. Prescrisse inoltre per l’altare maggiore gli arredi e i paramenti, per gli altari di San Gottardo e di Santa Caterina un’inferriata per cingerli e degli ornamenti, per l’altare di San Firmo un’inferriata come recinzione e per tutti i restanti altari lo smantellamento.
L’altare di San Firmo era ubicato esternamente all’edificio. Questo nel corso del XVI secolo rischiò più volte di essere demolito. Nel 1573 per disposizione del vescovo Pilati ma gli abitanti del luogo si opposero e decisero di conservarlo ponendo un recinto di legno attorno ad esso. Nel 1580 a seguito della visita pastorale del cardinale Carlo Borromeo (San Carlo), che ne impose la demolizione perché voleva impedire l’usanza di condurre gli animali intorno alla chiesa durante la festa di San Firmo, e indicò inoltre di trasferirne il titolo all’altare maggiore. Il cardinale prescrisse al Vicario Foraneo e al Curato di adottare le condanne e sanzioni previste affinché la festa fosse epurata da tradizioni pagane e celebrata con devozione, secondo le norme dettate dal Concilio di Trento. Inoltre, il cardinale appuntò la presenza di sei altari sconsacrati e ne ordinò la soppressione, salvo per quello posto in prossimità della porta in una cappella, a condizione che venisse recintato e ridotto alla forma stabilita. Nel 1599 si ordinò di nuovo di rimuovere tutti gli altari tranne quello di San Firmo purché ridotto alla forma stabilita e dotato di icona e degli arredi necessari.

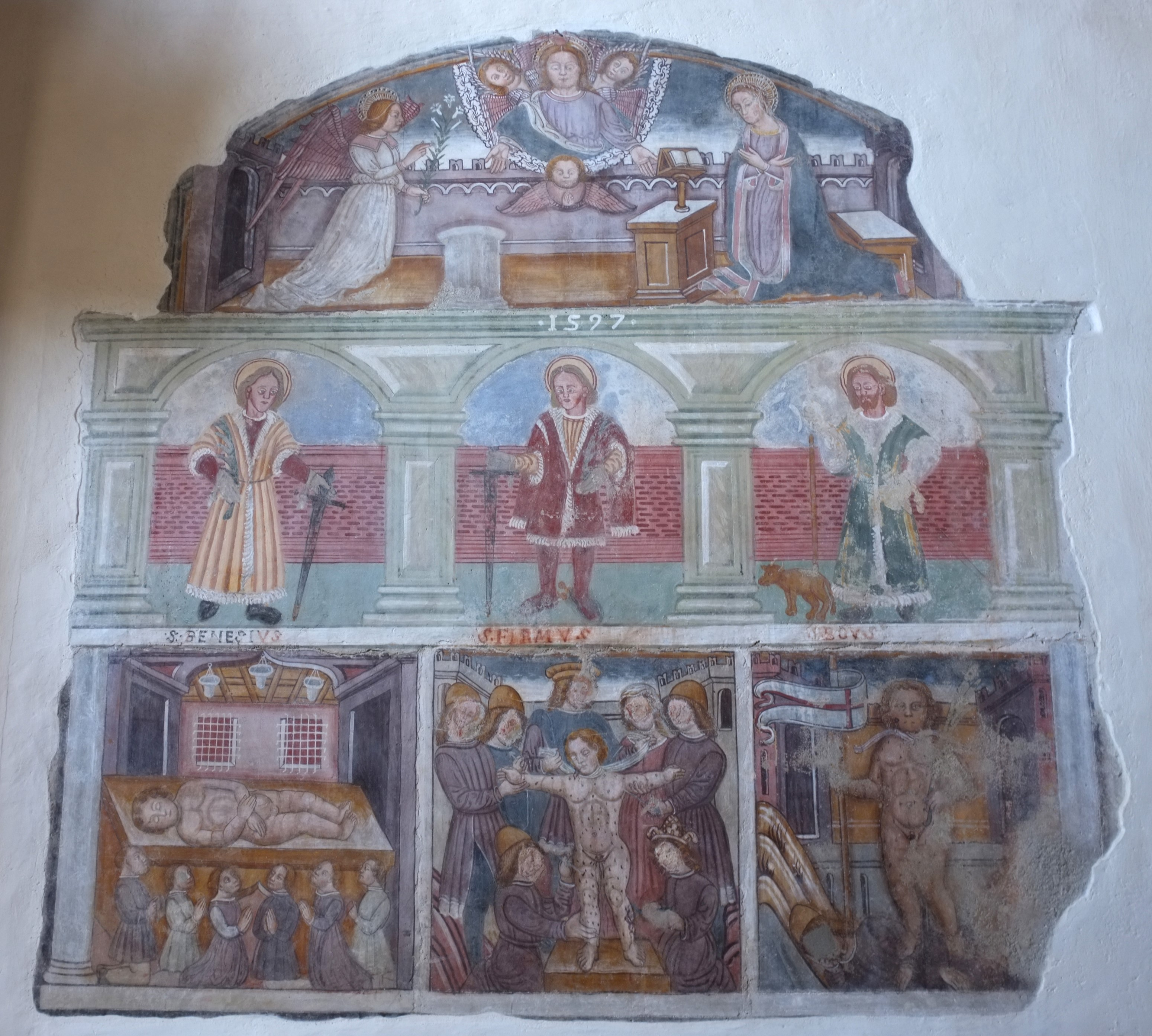
Affresco a struttura di polittico.

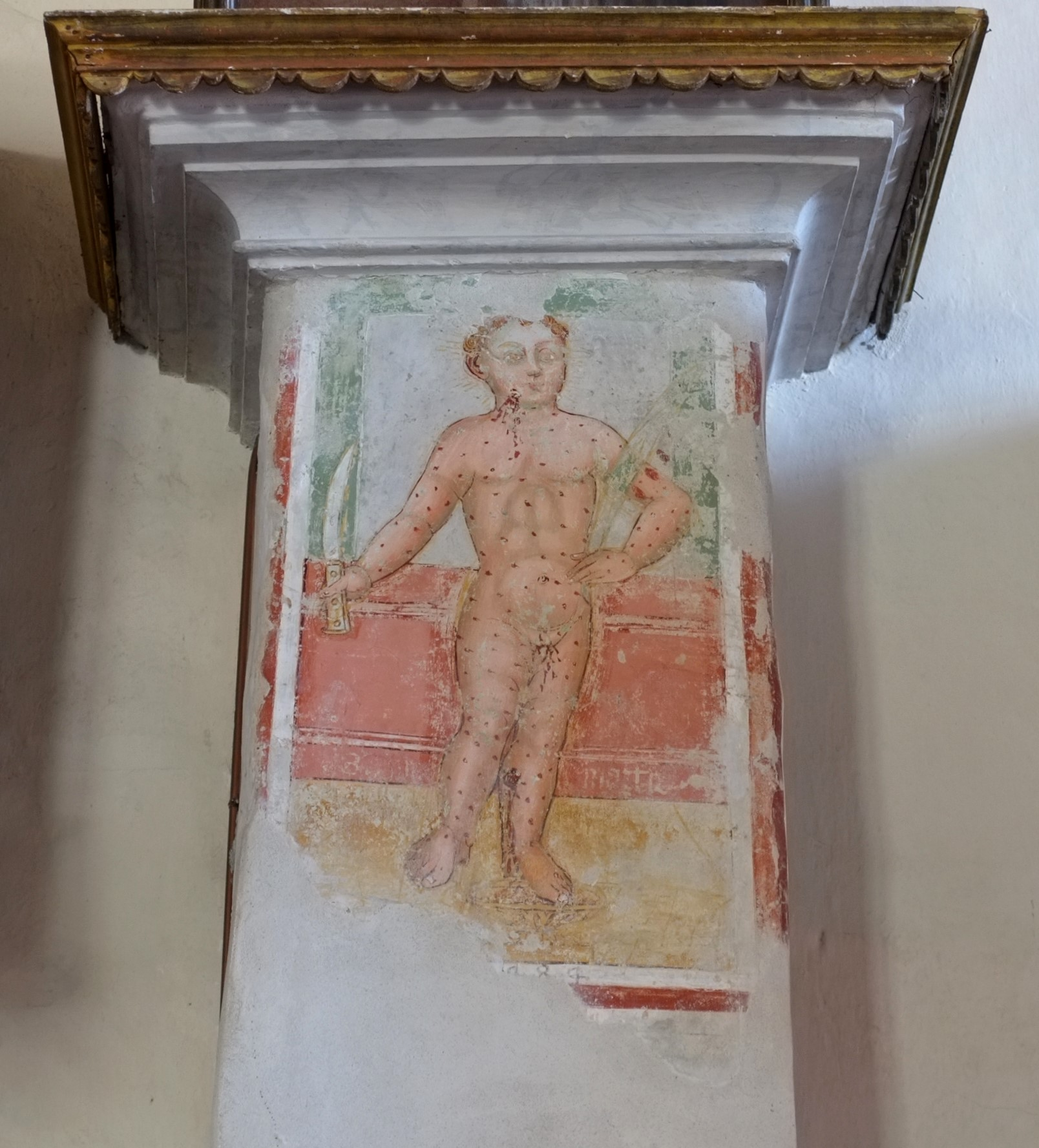
Affresco del Beato Simonino da Trento.

Sul lato settentrionale, tra la controfacciata e i primi due arconi, si trovano due grandi affreschi, datati XVI secolo, ritraenti uno la Madonna che allatta e l’altro un cavaliere in mezzo a due cavalli fronteggianti a cui sorregge una zampa anteriore. Avanzando sul lato settentrionale vi è la prima campata che ospita un affresco a struttura di polittico. Questo presenta nella lunetta superiore l’Annunciazione, al centro in una loggetta sostenuta da pesanti pilastri con archi a tutto sesto, San Benesio, San Fermo e San Rocco, e nei riquadri inferiori tre episodi della vita del Beato Simonino da Trento (Simonino dormiente, la scena del martirio e Simonino con in mano il vessillo del Cristo Risorto e la palma del martirio). La fascia centrale è datata 1597, mentre la lunetta superiore e il registro inferiore risultano precedenti, tra la fine del XV secolo e l’inizio del XVI secolo. A questo periodo risalgono anche gli altri affreschi raffiguranti il Beato Simonino da Trento a figura intera retta, impugnante la palma del martirio o un coltello affilato. Questi affreschi, ubicati sui piedritti lungo il lato settentrionale e meridionale della chiesa, furono riscoperti durante i lavori di restauro fra la fine del XX secolo e l’inizio del XXI. Secondo gli storici Alessandro Barbero e Chiara Frugoni se la chiesa di un territorio presenta un’immagine del Beato Simonino da Trento, si può presumere che questo sia stato centro di un’accesa predicazione antiebraica o perfino di persecuzioni contro gli ebrei.

### XVII secolo
Nel XVII secolo, per disposizione dei vescovi locali, la chiesa di San Bernardo fu ordinata seguendo i precetti sanciti dal Concilio di Trento. Nel 1616 fu comunicato che la chiesa avrebbe ricevuto l’interdetto se non si fosse smantellato l’altare esterno di San Firmo, sistemato il confessionale, l’edificio e il tetto con tegole. La finestra della facciata da una forma circolare venne mutata in forma rettangolare arcuata, mentre le altre finestre vennero otturate. Il portale venne sostituito con uno in pietra di Sarnico, datato 1611. Venne ampliata la pianta dell’abside, la cui forma da circolare divenne quadrata, per garantire spazi più adeguati per le funzioni religiose. Tra le due finestre dell’abside fu posto un nuovo altare maggiore in stile barocco dedicato a San Bernardo. Questo è in muratura con il paliotto in scagliola con decorazioni geometriche e floreali e recante, al centro, l’immagine della Madonna del Rosario. La pala d’altare ritrae, dipinti su tela, la Beata Vergine Maria con Bimbo fra gli angeli, San Firmo impugnante lo stendardo raffigurante un bovino, San Bernardo con abiti monastici cistercensi e due Sante. La pala d’altare è racchiusa da una soasa dorata e policroma data da una struttura lignea ricoperta da un sottile strato di stucco. I sei altari registrati dal cardinale Carlo Borromeo vennero eliminati. Infine, in corrispondenza della parete della controfacciata e del lato settentrionale venne costruito il campanile.

### XVIII secolo

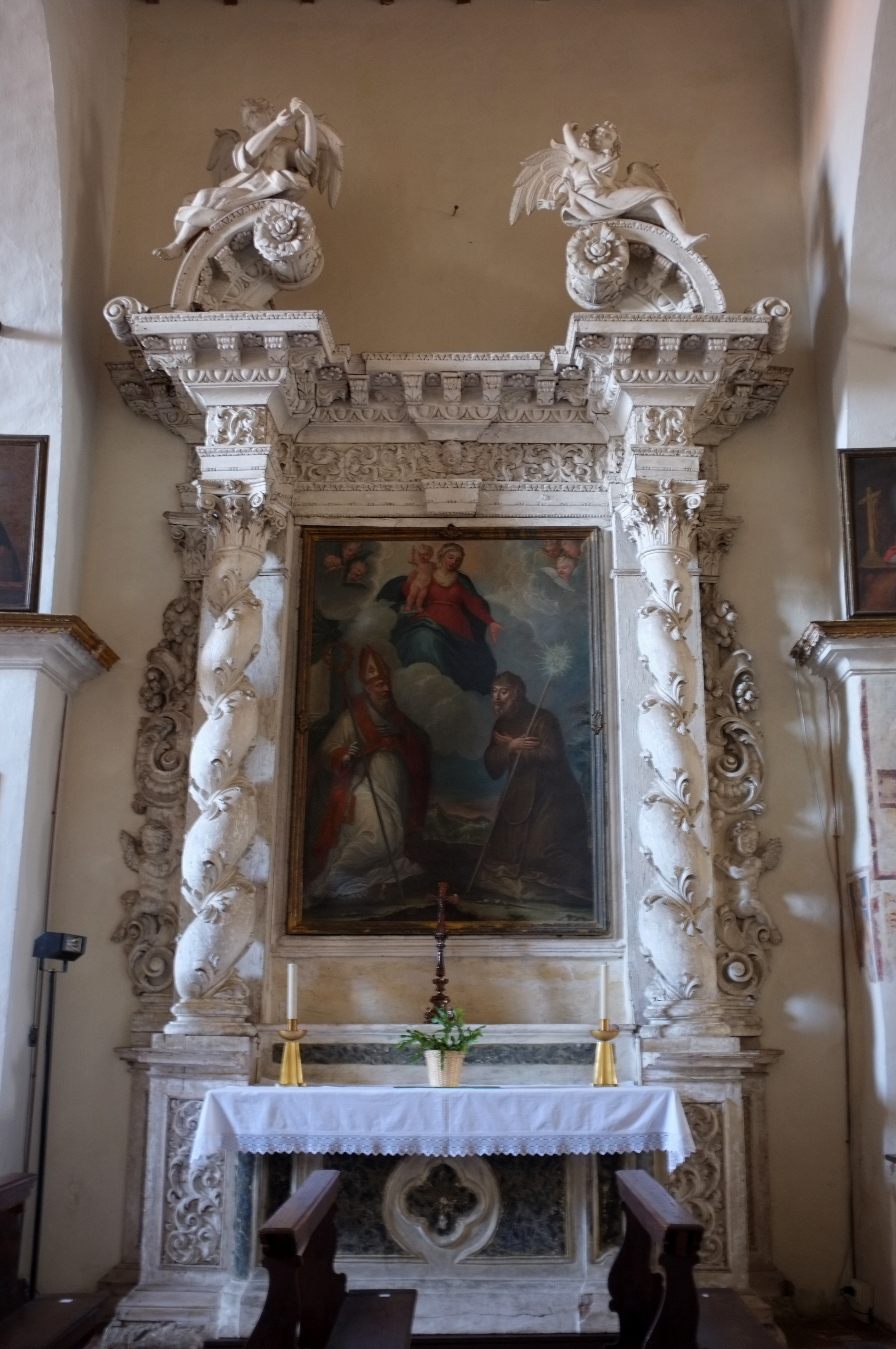
Altare di San Gottardo.

Tra la seconda metà del XVII secolo e i primi anni del XVIII secolo vennero realizzate le due tele con cornice poste in controfacciata. La tela a destra ritrae la Madonna con San Giovanni Nepomuceno e San Antonio da Padova, mentre la tela a sinistra riproduce un’apparizione della Vergine. A questo periodo risalgono anche il pulpito, la cantoria, le cassepanche, il mobilio e il piccolo altare situato presso il lato meridionale. Nel 1771 fu costruito l’altare di San Gottardo sul lato settentrionale tra il secondo e il terzo arcone. L’altare è in muratura ricoperto da stucco, con il paliotto sempre in stucco variegato. La soasa, in legno, racchiude la pala d’altare recante un dipinto su tela della Madonna con San Gottardo e San Francesco di Paola. La tela copre un affresco del XVI secolo raffigurante San Gottardo con abiti vescovili e il pastorale. Risalente al XVIII secolo è anche una statua dorata della Madonna posta in una nicchia nella seconda campata sulla parete meridionale.

### XIX secolo
La chiesa subì una ristrutturazione tra il 1810 e il 1850. Venne edificata la sacrestia, assestato il tetto e realizzata una pavimentazione in cotto lombardo.

### XX-XXI secolo
Nel XX secolo il manto stradale antistante la chiesa venne abbassato, questo comportò la messa in posa di gradini in cemento dinanzi al portone d’entrata. Nel 1994 l’Amministrazione Comunale finanziò una serie di interventi di consolidamento statico della struttura, la sostituzione dell’impianto di illuminazione e il rifacimento del tetto. Dal 1998 al 2012 il Comitato Pro San Bernardo avviò, con la collaborazione della Scuola di Restauro ENAIP di Botticino, gli interventi di restauro e conservativi degli apparati d’altare, delle tele, delle decorazioni murali e di alcuni manufatti lignei. In quest’occasione vennero riportati alla luce affreschi del XVI secolo, tra cui altre rappresentazioni del Beato Simonino da Trento (datati tra la fine del XV secolo e l’inizio del XVI secolo), San Antonio col fuoco su una mano e Sant’Agata coi seni tagliati.